# Северо-запад штата Рио-де-Жанейро (мезорегион)

Северо-запад штата Рио-де-Жанейро на карте.

Северо-запад штата Рио-де-Жанейро (порт. Mesorregião do Noroeste Fluminense) — административно-статистический мезорегион в Бразилии, входит в штат Рио-де-Жанейро. Население составляет 317 493 человека (на 2010 год). Площадь — 5372,611 км². Плотность населения — 59,09 чел./км².

## Демография
Согласно сведениям, собранным в ходе переписи 2010 г. Национальным институтом географии и статистики (IBGE), население мезорегиона составляет:
| Полное население                            | Полное население                            | Полное население                            | Полное население                            | 317 493 |
| ------------------------------------------- | ------------------------------------------- | ------------------------------------------- | ------------------------------------------- | ------- |
| в том числе:                                | Городское население                         | 262 335                                     | Процент городского населения, %             | 82,63   |
|                                             | Сельское население                          | 55 158                                      | Процент сельского населения, %              | 17,37   |
|                                             | Мужское население                           | 155 535                                     | Процент мужского населения, %               | 48,99   |
|                                             | Женское население                           | 161 958                                     | Процент женского населения, %               | 51,01   |
| Плотность населения, чел/км²                | Плотность населения, чел/км²                | Плотность населения, чел/км²                | Плотность населения, чел/км²                | 59,09   |
| Население мезорегиона в % к населению штата | Население мезорегиона в % к населению штата | Население мезорегиона в % к населению штата | Население мезорегиона в % к населению штата | 1,99    |

## Статистика
- Валовой внутренний продукт на 2003 год составляет 1 714 421 031,00 реалов (данные: Бразильский институт географии и статистики).
- Валовой внутренний продукт на душу населения на 2003 год составляет 5577,46 реалов (данные: Бразильский институт географии и статистики).

## Состав мезорегиона
В мезорегион входят следующие микрорегионы:
1. Итаперуна
2. Санту-Антониу-ди-Падуа